# هارييت كوهين
هارييت كوهين (Harriet Cohen) ولدت في 2 ديسمبر 1895 وتوفيت في 13 نوفمبر 1967 كانت عازفة بيانو بريطانية ذاعت شهرتها في كثير من بلدان العالم. ولدت كوهين في لندن، درست الموسيقى على يد مُدرّس البيانو البريطاني طوبياس ماثاي. وفي عام 1948 أصيبت يدها اليمنى بجرح بالغ، فوضع لها باكس لحنا منفردا على البيانو، تستخدم فيه يدها اليسرى فقط.
أبدت شغفا كبيرا بالأعمال الموسيقية للموسيقار يوهان سبستيان باخ، وكذلك بأعمال الموسيقيين المحدثين من أمثال السير أرنولد باكس، ورالف فون وليامز. وقامت بتقسيم مقطوعة باخ الموسيقية المسماة كورال بريلود وعدّلتها لتعزف على البيانو بدلاً عن الأرغن .

## روابط خارجية
- هارييت كوهين على موقع IMDb (الإنجليزية)
- هارييت كوهين على موقع ميوزك برينز (الإنجليزية)
- هارييت كوهين على موقع ديسكوغز (الإنجليزية)